# Evaz
Evaz (persiska: اوز) är en ort i Iran.   Den ligger i provinsen Fars, i den södra delen av landet, 900 km söder om huvudstaden Teheran. Evaz ligger 965 meter över havet och antalet invånare är 14 315.
Terrängen runt Evaz är kuperad åt sydväst, men åt nordost är den platt. Runt Evaz är det glesbefolkat, med 15 invånare per kvadratkilometer. Närmaste större samhälle är Gerāsh, 16,5 km sydost om Evaz. Trakten runt Evaz är ofruktbar med lite eller ingen växtlighet.